# ニコン年代記
ニコン年代記（ニコンねんだいき、ロシア語: Никоновская летопись）は、16世紀に編纂されたロシアの年代記である。書名は、年代記の写本の1つを所有していた、17世紀のモスクワと全ルーシの総主教ニコンに由来する。
年代記の編纂は、モスクワと全ルーシの府主教ダニール(ru)（1492年頃生 - 1547年没）によって行われた。編纂時期は1539年頃から1542年にかけてとみなされている。ダニールの編纂した版は、その後『ヴォスクレセンスカヤ年代記』と『ツァーリの国の始まりの小年代記(ru)』によって補足された。完成した年代記は、859年から1558年にかけての出来事を記述している。